# Салентин фон Изенбург
Салентин фон Изенбург (на немски: Salentin von Isenburg; * 1532, замък Изенбург при Дирдорф; † 19 март 1610, замък Аренфелс при Хьонинген) е архиепископ и курфюрст на Кьолн от 1567 до 1577 г., княжески епископ на Падерборн от 1574 до 1577 г., а от 1577 до 1610 г. е предпоследен граф от линията Гренцау на фамилията Изенбург под името Салентин VI (IX) фон Изенбург-Гренцау.

## Живот
Салентин е вторият син на граф Хайнрих фон Изенбург-Гренцау (* ок. 1521, † 1553) и съпругата му Маргарета фон Вертхайм († 25 март 1538). Племенник е на Йохан V фон Изенбург, архиепископ и курфюрст на Трир (1547 – 1556). Братята му са Йохан († 1550) и Антон († 1548). Сестра му Маргарета († 1607) е абатиса на „Св. Урсула“ в Кьолн. Сестра му Анна († 1558) е омъжена за граф Адолф фон Насау-Саарбрюкен († 1559).
През 1547 г. 15-годишният Салентин започва да следва теология в Кьолн. През 1548 г. става домхер в Майнц и след десет години домхер в Кьолн. На 23 декември 1567 г. Салентин е избран от катедралния капител за архиепископ и курфюрст на Кьолн. Той не е ръкоположен за свещеник, понеже по-късно наследява като граф бездетния си брат Йохан.
На 21 април 1574 г. катедралният капител на Падерборн го избира и за епископ на Падерборн. На 9 декември 1574 г. той пристига в Падерборн облечен в рицарски дрехи и придружен от хиляда конници. С хелм и рицарски доспехи той се заклева на олтара в катедралата на Падерборн. За десет години той подобрява финансите на Кьолн.
На 5 септември 1577 г. Салетин се оттегля от епископската катедра на Падерборн, а на 13 септември се отказва и от архиепископската титла в Кьолн. На 10 декември същата година Салентин се жени в Бон за графиня Антония Вилхелмина фон Аренберг (* 1 март 1557; † 26 февруари 1626), дъщеря на граф Йохан фон Лин (1525 – 1568) и графиня Маргарета фон Аренберг (1527 – 1599).
Граф Салетин VI фон Изенбург-Гренцау умира на 19 март 1610 г. и е погребан в манастира „Ромерсдорф“. След затварянето на манастира (1803) княз Йохан Карл Август фон Вид (1779 – 1836) мести гроба му в княжеския мавзолей в Дирдорф, а останките му са положени в евангелийската църква в Нойвид-Нидербибер.

## Деца
Салетин и Антония Вилхелмина имат двама сина:
- Салетин VII (IX) († 1619)
- Ернст I фон Изенбург-Гренцау (* 1584; † 1664), последният граф на линията, женен I. за принцеса Каролина Ернестина фон Аренберг (1606 – 1630), II. за Мария Анна фон Хоенцолерн-Хехинген (1614 – 1670), дъщеря на княз Йохан Георгфон Хоенцолерн-Хехинген.